# Уререт

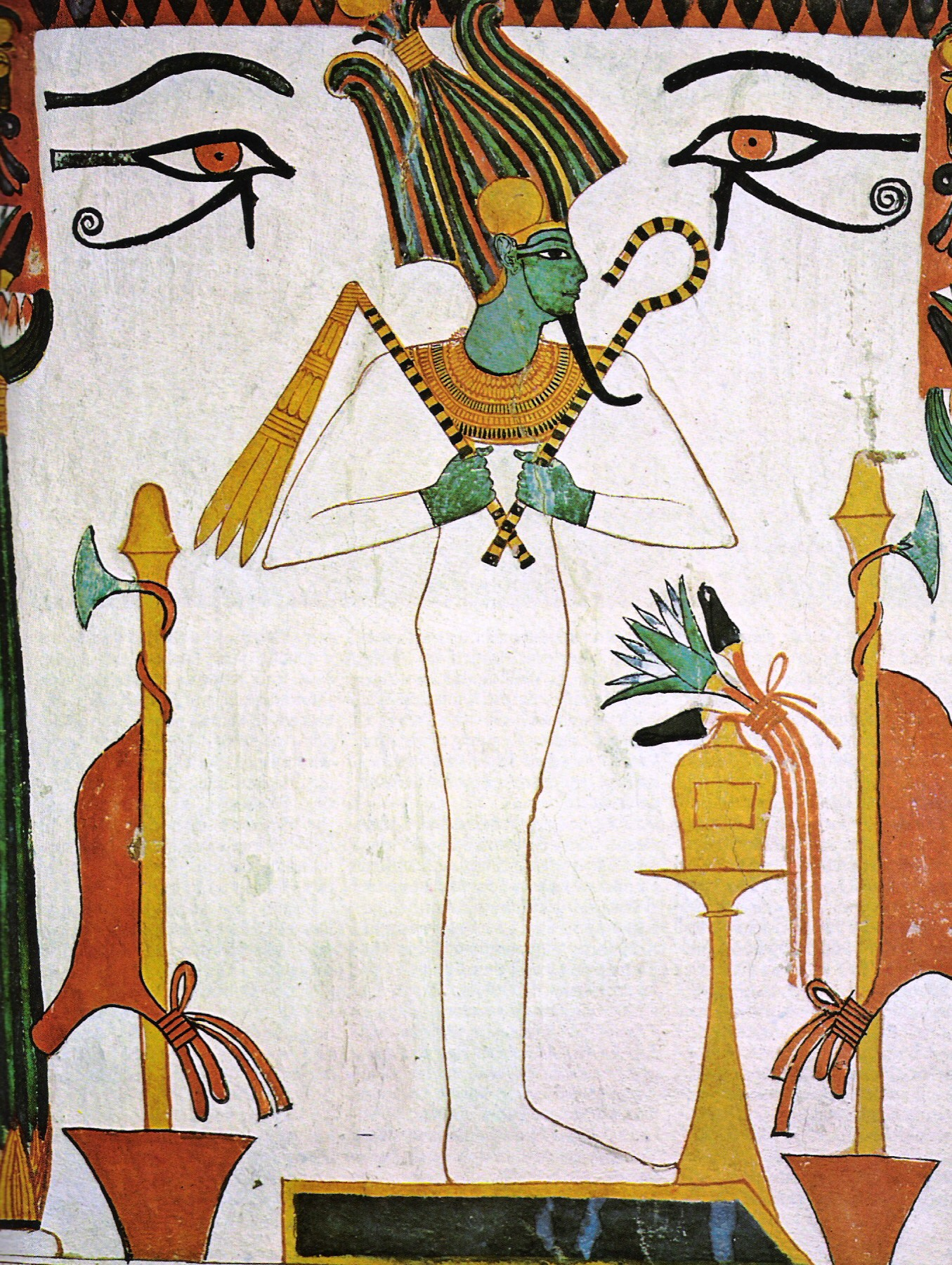
Осіріс у короні уререт

Уререт — давньоєгипетська корона. Складається з опуклого кеглеобразного чаті, схожого на корону Верхнього Єгипту хеджет і двох симетрично розташованих страусиних пір'їн з боків від корони, які згори утворюють невеликий завиток.
Корона уререт — це традиційний атрибут бога Осіріса.